# 함평여자중학교
함평여자중학교(咸平女子中學校)는 대한민국 전라남도 함평군 함평읍 내교리에 있는 공립 중학교이다.

## 학교 연혁
- 1955년 10월 5일 : 함평여자중학교 개교 (6학급)
- 2021년 3월 1일 : 전남혁신학교 지정(2021.3.1.~2025.2.28.)
- 2021년 9월 1일 : 제26대 김영복 교장 취임
- 2025년 1월 10일 : 제70회 23명 졸업(총 졸업생수 11,185명)

## 참고 자료
- 함평여자중학교 - 한국교육학술정보원 학교알리미